# Rio Diablo
Pour plus de détails, voir Fiche technique et Distribution.
Rio Diablo est un téléfilm américain réalisé par Rod Hardy, diffusé en 1993.

## Synopsis
Le jour de son mariage avec Maria, Benjamin Taber est bousculé par une bande de hors-la-loi menée par les frères Walker, qui ont attaqué la banque du village. En s'enfuyant, ils emmènent la jeune épouse de Benjamin, toujours dans sa robe blanche. Benjamin se lance à leur poursuite, bientôt rattrapé et aidé par Leech, un chasseur de primes qui était lui-même dans le bourg ce jour-là. Lors d'une halte dans une maison de passe, Benjamin apprend que son épouse est toujours vivante. Leur poursuite va être compliquée par l'arrivée d'un autre chasseur de primes.

## Fiche technique
- Titre : Rio Diablo
- Réalisation : Rod Hardy
- Scénario : Frank Q. Dobbs, David S. Cass Sr., Stephen Lodge
- Musique : Larry Brown
- Production : Kenny Rogers Production
- Pays :  États-Unis
- Genre : western
- Durée : 93 minutes
- Première diffusion : 1993

## Distribution
Sauf indication contraire, les informations mentionnées dans cette section peuvent être confirmées par la base de données cinématographiques IMDb,  présente dans la section « Liens externes ».
- Kenny Rogers : Quentin Leech
- Travis Tritt : Benjamin Taber
- Naomi Judd : Flora Mae Pepper
- Brion James : Jake Walker
- Bruce Greenwood : Jervis Walker
- Laura Harring : Maria Benjamin
- Mike Hagerty : Dyke Holland
- Luis Contreras (en) : Pedro Almenzar
- Casey Sander : Rosco Binder
- Stacy Keach : Kansas
- Kelly Junkerman : Carson
- Marc Alaimo : Jud Everly